# Sirijska nogometna reprezentacija
Sirijska nogometna reprezentacija predstavlja Siriju u nogometu i pod vodstvom je Sirijskog nogometnog saveza.

## Igrači

### Trenutni sastav
Slijedi popis igrača koji su pozvani za nastup na kvalifikacijskim utakmicama za odlazak na SP u Rusiji 2018. protiv Uzbekistana i Južne Koreje 23. i 28. ožujka 2017. godine. 
| Dres | Ime               | Datum rođenja       | Pozicija  | Klub          |
| ---- | ----------------- | ------------------- | --------- | ------------- |
| 1    | Ibrahim Alma      | 18. listopada 1991. | vratar    | Al-Itihad     |
| 22   | Ahmad Madania     | 1. siječnja 1990.   | vratar    | Al-Džaiš      |
| 23   | Mahmud Al Jusef   | 20. siječnja 1988.  | vratar    | Victory       |
| 2    | Ahmad Al Salih    | 20. svibnja 1990.   | obrana    | Henan Jianye  |
| 3    | Moayad Ajan       | 16. veljače 1993.   | obrana    | Naft Al-Wasat |
| 4    | Husein Jwayed     | 1. siječnja 1993.   | obrana    | Al-Zawra'a    |
| 15   | Alaa Al Šbi       | 3. svibnja 1990.    | obrana    | Naft Al-Wasat |
| 17   | Hadi Al Masri     | 7. lipnja 1986.     | obrana    | Al-Wahda      |
| 6    | Amro Jenyat       | 15. siječnja 1993.  | vezni red | Al-Šabab      |
| 7    | Odaj Al Džafal    | 13. svibnja 1990.   | vezni red | Nadžaf        |
| 9    | Mahmoud Al Mawas  | 1. siječnja 1993    | vezni red | Umm Salal     |
| 11   | Osama Omari       | 10. siječnja 1992.  | vezni red | Al-Wahda      |
| 12   | Fahd Jusef        | 15. svibnja 1987.   | vezni red | Al-Jazeera    |
| 13   | Wael Al Rifai     | 25. studenog 1990.  | vezni red | Al-Jazeera    |
| 14   | Tamer Haj Mohamad | 3. travnja 1990.    | vezni red | Dhofar Club   |
| 18   | Izzeddin Al Awad  | 11. studenog 1991.  | vezni red | Al-Džaiš      |
| 20   | Khaled Al Mobayed | 6. ožujka 1993.     | vezni red | Al-Wahda      |
| 7    | Omar Khirbin      | 15. siječnja 1994.  | napad     | Al-Hilal      |
| 10   | Firas Al Katib    | 6. rujna 1983.      | napad     | Kuwait SC     |
| 16   | Ahmad Al Duni     | 4. veljače 1989.    | napad     | Nadžaf        |
| 19   | Mardik Mardikian  | 14. kolovoza 1992.  | napad     | Al-Jazeera    |
| 21   | Nasuh Al Nakdali  | 15. lipnja 1993.    | napad     | Al-Itihad     |

## Vanjske poveznice
- Službene stranice Sirijskog nogometnog saveza  Arhivirana inačica izvorne stranice od 25. ožujka 2017. (Wayback Machine)